# Nasjonalt Garborgsenter

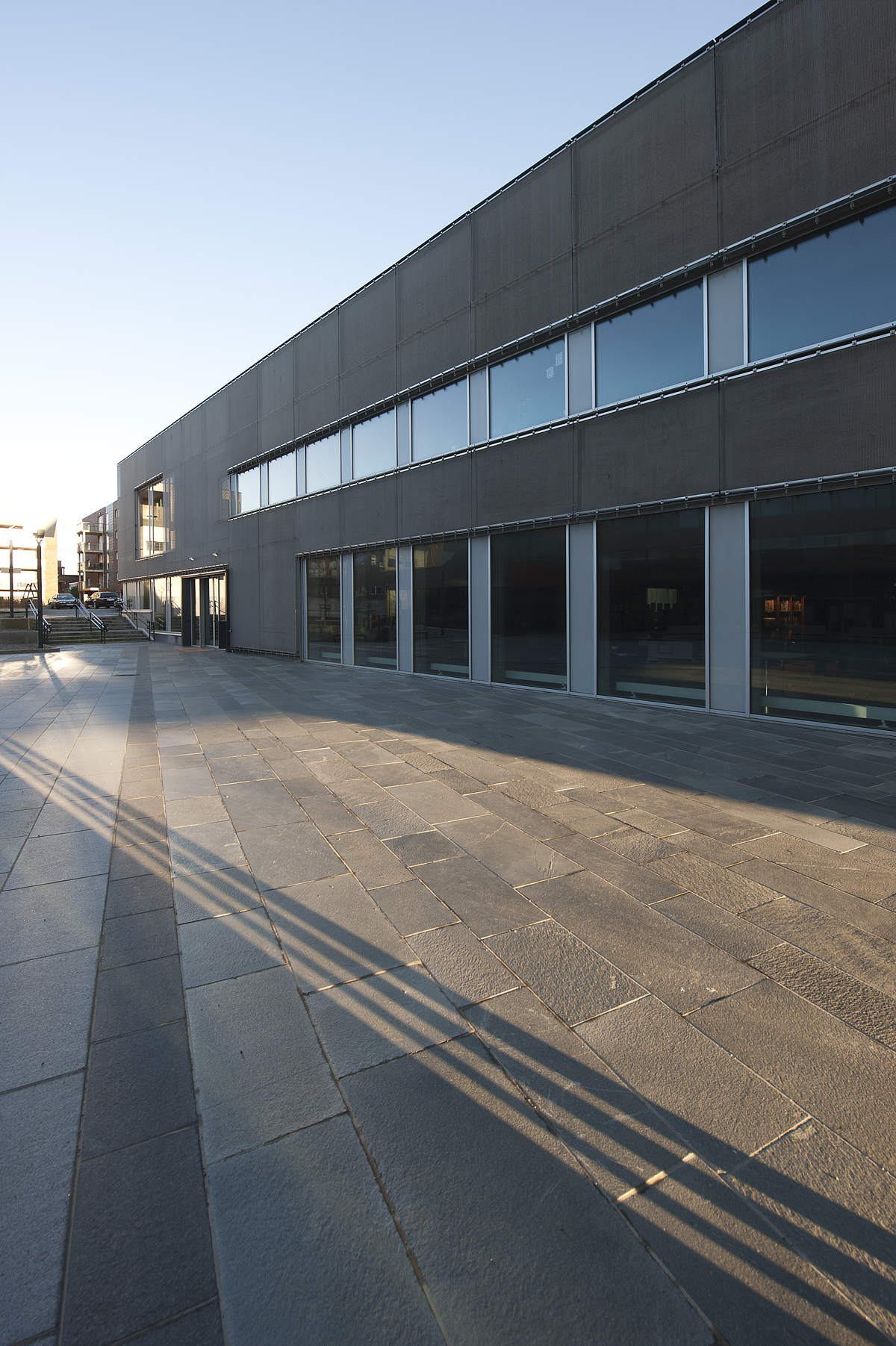
Garborgsenteret sett från Forum Jæren

Nasjonalt Garborgsenter, eller Garborgsenteret, är ett norskt författarmuseum, som öppnade 2012 som en del av det regionala Jærmuseet. Det ligger i Bryne i Time kommun, Arne Garborgs hemkommun i Rogaland fylke.
Garborgsenteret är ett nationellt kunskapscentrum för Arne och hans fru Hulda Garborgs tankar och visioner. Målet är att inspirera till samhällsengagemang, läsning och konstnärlig gestaltning. Unga och unga vuxna är utpekade som huvudsaklig målgrupp.